# Invariant (wiskunde)
In de wiskunde is een eigenschap van een wiskundig object invariant als die eigenschap niet verandert wanneer het object transformaties van een bepaald type ondergaat. Zo'n invariante eigenschap wordt ook wel aangeduid als een invariant (van het object). De specifieke klasse van objecten en het type transformaties worden meestal aangegeven door de context waarin de term wordt gebruikt. De oppervlakte van een driehoek is bijvoorbeeld een invariant met betrekking tot isometrieën van het euclidische vlak. De uitdrukkingen "invariant onder" en "invariant voor" een transformatie worden beide gebruikt. Meer in het algemeen is een invariant met betrekking tot een equivalentierelatie een eigenschap die constant is voor elke equivalentieklasse.
In het bijzonder kan een wiskundig object zelf invariant zijn onder transformaties van een bepaald type.

## Voorbeelden
Een eenvoudig voorbeeld van een invariant is het verschil tussen twee getallen uit een rij van getallen dat niet verandert door eenzelfde getal bij alle getallen van de rij op te tellen. Symmetrie is een term die invariantie aanduidt ten opzichte van een bepaalde verzameling transformaties, meestal in de meetkunde.
Andere voorbeelden zijn:
- een reëel getal is invariant onder het nemen van de complex geconjugeerde; het getal is het object; de invariante eigenschap ervan is het getal zelf
- de dimensie van een object in een topologische ruimte is invariant onder homeomorfismen
- de euclidische afstand tussen twee punten is invariant onder orthogonale transformaties; het object is een puntenpaar; de invariante eigenschap ervan is de afstand tussen de twee punten
- de determinant en het spoor van een vierkante matrix zijn invariant onder veranderingen van basis; het object is een lineaire bijectieve afbeelding van de n-dimensionale ruimte naar zichzelf; de determinant en het spoor van de vierkante matrix die bij een gegeven basis de afbeelding representeert zijn twee invariante eigenschappen

## Tijdsinvariant
Een dynamisch systeem {\displaystyle S} dat bij ieder ingangssignaal een uitgangssignaal produceert, is tijdsinvariant als het uitgangssignaal bij het in de tijd verschuiven van het ingangssignaal overeenkomstig verschuift:
{\displaystyle S(D^{\tau }(f))=D^{\tau }(S(f))}
waar {\displaystyle D^{\tau }} de verschuivingsoperator
{\displaystyle D^{\tau }S(t)=S(t-\tau )}
is.

## Invariantentheorie
Het onderwerp van de invariantentheorie bestaat uit polynomen en rationale functies in {\displaystyle n} veranderlijken, met coëfficiënten in een lichaam {\displaystyle K}, en die onveranderd blijven onder de werking van een ondergroep van de transformatiegroep {\displaystyle GL(n,K)}, de groep van inverteerbare vierkante {\displaystyle n\times n}-matrices met elementen in een lichaam {\displaystyle K} samen met de matrixvermenigvuldiging.